# Прапор Нікольського району
Пра́пор Ніко́льського райо́ну — офіційний символ Нікольського району Донецької області, затверджений 26 червня 2002 року рішенням № 4/2-43 сесії Нікольської районної ради.

## Опис
Прапор являє собою прямокутне полотнище, що має співвідношення сторін 2:3 та складається з 7 горизонтальних смуг блакитного, білого, блакитного, білого, блакитного, білого і зеленого кольорів, розділених хвилеподібно зі співвідношенням 16:1:1:1:1:1:6.